# Campeonato de Clubes de la ASEAN 2003
El Campeonato de Clubes de la ASEAN 2003 fue la primera edición de este torneo de fútbol a nivel de clubes de Asia organizado por la Federación de fútbol de la ASEAN y que contó con la participación de 12 equipos representantes del Sureste de Asia y el Sur de Asia.
El Kingfisher East Bengal de la India venció al BEC Tero Sasana de Tailandia en la final disputada en Indonesia para ser el primer campeón del torneo.
El torneo iba a jugarse originalmente en Vietnam, pero debido a problemas de organización fue trasladado a Indonesia.

## Participantes
| Club                       | Método de Clasificación                                                 |
| -------------------------- | ----------------------------------------------------------------------- |
| Petrokimia Putra           | Campeónde la Liga Indonesia 2002 y anfitrión                            |
| Samart United              | Campeón de la Cambodian League 2002                                     |
| Finance and Revenue FC     | Campeón de la Myanmar Premier League 2002                               |
| Perak FA                   | Campeón de la 2002 Malaysian Premier 1 League                           |
| SAFFC                      | Campeón de la S. League 2002                                            |
| DPMM FC                    | Campeón de la Brunei Premier League 2002                                |
| Persita Tangerang          | Subcampeón de la Liga Indonesia 2002                                    |
| Hoang Anh Gia Lai          | Representante de la V-League 2001-02                                    |
| Telecom and Transportation | Campeón de la Lao League 2002                                           |
| BEC Tero Sasana FC         | Campeón de la 2001–02 Thai League                                       |
| Kingfisher East Bengal FC  | Campeón de la Indian National Football League 2000-01 y equipo invitado |
| Philippine Army FC         | Campeón de la Philippines National Football League 2002                 |

## Fase de grupos

### Grupo A
Todos los partidos se jugaron en el Petrokimia Stadium en Gresik
| Club                    | Pts | J | G | E | P | GF | GC | GD |
| ----------------------- | --- | - | - | - | - | -- | -- | -- |
| Petrokimia Putra        | 3   | 1 | 1 | 0 | 0 | 2  | 0  | +2 |
| Samart United           | 0   | 1 | 0 | 0 | 1 | 0  | 2  | -2 |
| Finance and Revenue FC1 | 0   | 0 | 0 | 0 | 0 | 0  | 0  | 0  |

1-  Finance and Revenue FC abandonó el torneo.
13 de julio de 2003
| Samart United | 0 - 2 | Petrokimia Putra                    |
|               |       | Rivaldo Costa 55 Danilo Fernando 66 |

### Grupo B
Todos los partidos se jugaron en el Petrokimia Stadium en Gresik
| Club     | Pts | J | G | E | P | GF | GC | GD |
| -------- | --- | - | - | - | - | -- | -- | -- |
| Perak FA | 6   | 2 | 2 | 0 | 0 | 5  | 0  | +5 |
| SAFFC    | 1   | 2 | 0 | 1 | 1 | 2  | 4  | -2 |
| DPMM FC  | 1   | 2 | 0 | 1 | 1 | 2  | 5  | -3 |

13 de julio de 2003
| SAFFC | 0 - 2 | Perak FA                                  |
|       |       | Indra Putra Mahayuddin 20 Frank Seator 90 |

15 de julio de 2003
| Perak FA                                                    | 3 - 0 | DPMM FC |
| Frank Seator 52 (pen) Syamsul Saad 71 Harizul Izuan Rani 90 |       |         |

17 de julio de 2003
| DPMM FC                                | 2 - 2 | Singapore Armed Forces FC                   |
| Oleseye Ajayi 47 Hairoddin Abdullah 75 |       | Mohd Noor Tanjong 88 - (ag) Nenad Bacina 90 |

### Grupo C
Todos los partidos se jugaron en el Gelora Bung Karno Stadium en Yakarta
| Club                       | Pts | J | G | E | P | GF | GC | GD |
| -------------------------- | --- | - | - | - | - | -- | -- | -- |
| Persita Tangerang          | 6   | 2 | 2 | 0 | 0 | 7  | 2  | +5 |
| Hoang Anh Gia Lai          | 3   | 2 | 1 | 0 | 1 | 3  | 3  | 0  |
| Telecom and Transportation | 0   | 2 | 0 | 0 | 2 | 2  | 7  | -3 |

14 de julio de 2003
| Persita Tangerang                            | 2 - 1 | Hoang Anh Gia Lai     |
| Ilham Jaya Kesuma 24 Anthony Joman Ballah 47 |       | Kiatisuk Senamuang 10 |

16 de julio de 2003
| Hoang Anh Gia Lai                       | 2 - 1 | Telecom and Transportation |
| Kiatisuk Senamuang 6 Nguyen Minh Hai 63 |       | Bounlap Khenkitisack 85    |

18 de julio de 2003
| Telecom and Transportation | 1 - 5 | Persita Tangerang                          |
| Vanhnaseng Nakhady 90      |       | Zaenal Arief 23,36,44,80 Deddy Djunaidi 85 |

### Grupo D
Todos los partidos se jugaron en el Gelora Bung Karno Stadium en Yakarta
| Club                      | Pts | J | G | E | P | GF | GC | GD |
| ------------------------- | --- | - | - | - | - | -- | -- | -- |
| BEC Tero Sasana FC        | 6   | 2 | 2 | 0 | 0 | 4  | 0  | +4 |
| Kingfisher East Bengal FC | 3   | 2 | 1 | 0 | 1 | 6  | 1  | +5 |
| Philippine Army FC        | 0   | 2 | 0 | 0 | 2 | 0  | 9  | -9 |

14 de julio de 2003
| BEC Tero Sasana FC  | 1 - 0 | Kingfisher East Bengal FC |
| Therdsak Chaiman 85 |       |                           |

16 de julio de 2003
| Kingfisher East Bengal FC                                 | 6 - 0 | Philippine Army FC |
| Baichung Bhutia 20 (pen),22,50,53,70 Mahes Gawli 75 (pen) |       |                    |

18 de julio de 2003
| Philippine Army FC | 0 - 3 | BEC Tero Sasana FC                        |
|                    |       | Wuttiya Yongant 61,81 Therdsak Chaiman 82 |

## Ronda Final

### Cuartos de final
20 de julio de 2003
| Petrokimia Putra                                  | 3 - 2 | SAFFC                  |
| Rivaldo Costa 45 Aris Budi 58 Danilo Fernando 113 |       | Jeyakanth Jeyapal 9,22 |

21 de julio de 2003
| Persita Tangerang   | 1 - 2 | Kingfisher East Bengal FC         |
| Ilham Jayakesuma 62 |       | Baichung Bhutia 53 Bijen Singh 76 |

20 de julio de 2003
| Perak FA           | 2 - 0 | Samart United |
| Frank Seator 18,23 |       |               |

21 de julio de 2003
| BEC Tero Sasana FC                             | 2 - 1 | Hoang Anh Gia Lai |
| Therdsak Chaiman 3 (pen) Jatupong Thongsukh 12 |       | Le Quoc Vung 39   |

### Semifinales
24 de julio de 2003
| Petrokimia Putra | 1 - 1 (7-6 p) | Kingfisher East Bengal FC |
| Jaenal Ichwan 23 |               | Baichung Bhutia 58        |

24 de julio de 2003
| Perak FA        | 1 - 3 | BEC Tero Sasana FC                                             |
| Frank Seator 49 |       | Anucha Kitpongsri 55 Therdsak Chaiman 61 Jatupong Thongsukh 67 |

### Tercer Lugar
26 de julio de 2003
| Petrokimia Putra                     | 3 - 0 | Perak FA |
| Rivaldo Costa 35 Jaenal Ichwan 66,69 |       |          |

### Final
| 26 de julio de 2003 | Kingfisher East Bengal FC            | 3 - 1 | BEC Tero Sasana | Gelora Bung Karno Stadium, Yakarta, Indonesia |                              |
|                     | Okoro 20' · Bhutia 46' · D'Cunha 69' |       | Kongprapun 58'  | Árbitro(s): Jimmy Napitupulu                  | Árbitro(s): Jimmy Napitupulu |

## Campeón
| Campeonato de Clubes de la ASEAN 2003 |
| ------------------------------------- |
| Bandera de la India                   |
| Kingfisher East Bengal 1º Título      |

## Goleadores
| Jugador                | Club                       | Goles       |
| ---------------------- | -------------------------- | ----------- |
| Baichung Bhutia        | Kingfisher East Bengal FC  | 8           |
| Frank Seator           | Perak FA                   | 5           |
| Zaenal Arief           | Persita Tangerang          | 4           |
| Therdsak Chaiman       | BEC Tero Sasana            | 4           |
| Rivaldo Costa          | Petrokimia Putra           | 3           |
| Jaenal Ichwan          | Petrokimia Putra           | 3           |
| Wuttiya Yongant        | BEC Tero Sasana            | 2           |
| Jatupong Thongsuk      | BEC Tero Sasana            | 2           |
| Danilo Fernando        | Petrokimia Putra           | 2           |
| Jeyakanth Jeyapal      | SAFFC                      | 2           |
| Ilham Jaya Kesuma      | Persita Tangerang          | 2           |
| Kiatisuk Senamuang     | Hoang Anh Gia Lai          | 2           |
| Mahes Gawli            | Kingfisher East Bengal FC  | 1           |
| Bijen Singh            | Kingfisher East Bengal FC  | 1           |
| Mike Okoro             | Kingfisher East Bengal FC  | 1           |
| Alvito D'Cunha         | Kingfisher East Bengal FC  | 1           |
| Anucha Kitpongsri      | BEC Tero Sasana            | 1           |
| Panai Kongprapun       | BEC Tero Sasana            | 1           |
| Aris Budi Prasetyo     | Petrokimia Putra           | 1           |
| Indra Putra Mahayuddin | Perak FA                   | 1           |
| Syamsul Saad           | Perak FA                   | 1           |
| Harizul Izuan Rani     | Perak FA                   | 1           |
| Nenad Bacina           | SAFFC                      | 1           |
| Anthony Jommah Ballah  | Persita Tangerang          | 1           |
| Deddy Djunaidi         | Persita Tangerang          | 1           |
| Nguyen Minh Hai        | Hoang Anh Gia Lai          | 1           |
| Le Quoc Vung           | Hoang Anh Gia Lai          | 1           |
| Oleseye Ajayi          | DPMM FC                    | 1           |
| Hairoddin Abdullah     | DPMM FC                    | 1           |
| Bounlap Khenkitisack   | Telecom and Transportation | 1           |
| Vanhnaseng Nakhady     | Telecom and Transportation | 1           |
| Mohd Noor Tanjong      | DPMM FC                    | 1 (autogol) |